# Davíð Sigurðsson
Davíð þór Sigurðsson (* 28. Mai 1989) ist ein ehemaliger isländischer Radrennfahrer und nationaler Meister im Radsport.

## Sportliche Laufbahn
Davíð war im Straßenradsport aktiv. Die nationale Meisterschaft im Straßenrennen gewann er 2010 und 2012. Vizemeister wurde er 2009 hinter Hafsteinn Ægir Geirsson sowie 2010 und 2011. Davíð war Teilnehmer an den Spielen der kleinen Staaten von Europa 2011 und 2013 (6. Platz im Straßenrennen). Dies war die beste Platzierung eines Isländers in der Geschichte der Spiele.